# STEP (玉置成実のアルバム)
『STEP』（ステップ）は、玉置成実の5枚目のオリジナルアルバム。通常盤、DVD付属の初回盤の2形態で2010年2月24日発売。

## 解説
- ユニバーサルJ移籍後初アルバム。

- 前作『Don't Stay』より約2年ぶりとなるオリジナルアルバム。シングル「GIVE ME UP」、「Friends!」、「もしも願いが…」の3曲に加え、このアルバムのリリースの1週間前にnami名義でリリースされたアルバム先行シングル「思い出になるの?」を含む全12曲を収録。

- 有名売れっ子プロデューサー・作家陣（松尾潔、Maestro-T、Jeff Miyahara、村山晋一郎、shungo.等）から、無名プロデューサー・作家陣に至るまで、起用プロデューサー・作家陣の幅は広く、多種多様。

- 今回のアルバムで、宇多田ヒカル、平井堅、加藤ミリヤ等、主にR&B系の有名アーティストを多数組手掛ける村山晋一郎をプロデューサーとして初起用。（「思い出になるの?」のカップリング曲「楽園」にて編曲のみの参加は以前にあり。） 今作で村山が手がけた2曲、「さよならしてあげる」、「嘘」では、ソニーミュージック時代の玉置のヒット曲「Reason」「Fortune」「Result」等を手掛けたshungo.を作詞で4年ぶりに起用。また同2曲のストリングス・アレンジには、ニューヨークの国連総会議場やカーネギーホールにてコンサートマスターを担当した経歴を持つ世界的なヴァイオリニストである後藤勇一郎を初起用している。

- このアルバムを引っさげてのスペシャルライブ『NAMI TAMAKI 7th Live"STEP"』が、2010年4月10日、11日に新宿FACEにて開催された。

## CD・DVD収録曲
| CD  |                                        | |
| 1   | GIVE ME UP                             | Incorporating Elements From:"GIVE ME UP" 作詞:Michael De San Antonio,Pierre Michel Nigro,Kanako Kato 作曲:Mario Giuseppe Nigro,Susumu Kawai 編曲:Susumu Kawai |
| 2   | Friends!                               | 作詞:Chihiro Close（黒須チヒロ） 作曲・編曲:Masaaki Asada |
| 3   | さよならしてあげる                     | プロデュース:Shinichiro Murayama 作詞:Shungo. 作曲:Shinichiro Murayama 編曲:Shinichiro Murayama ストリングス・アレンジ:Yuichiro Goto                          |
| 4   | 嘘                                     | プロデュース:Shinichiro Murayama 作詞:Shungo. 作曲:Shinichiro Murayama 編曲:Shinichiro Murayama ストリングス・アレンジ:Yuichiro Goto                          |
| 5   | キミノナミダ                           | 作詞:ViVi 作曲・編曲:SiZK from ★STARGUiTAR |
| 6   | 願い星                                 | プロデュース:MAKAI 作詞:Maki Iwasa 作曲:Susumu Kawai 編曲:Takashi Ikezawa                                                                                     |
| 7   | ゼロの空                               | 作詞:ikuko 作曲・編曲:Masaaki Asada |
| 8   | もしも願いが…                          | プロデュース:Kiyoshi"KC"Matsuo for NEVER TOO MUCH PRODUCTIONS 作詞:Kiyoshi Matsuo 作曲:Kiyoshi Matsuo,Yoshihiro Toyoshima 編曲:Maestro-T                      |
| 9   | 思い出になるの?                        | プロデュース:Jeff Miyahara 作詞:Kanako Kato 作曲・編曲:Jeff Miyahara & Jeremy Soule                                                                           |
| 10  | Happy Forever                          | 作詞:Kenko-p 作曲:Kazuya Fukuda 編曲:Hiroto Suzuki |
| 11  | in my life                             | 作詞:GIORGIO13 プロデュース・作曲・編曲:Giorgio Cancemi |
| 12  | 東京                                   | 作詞:Ryo Nakamura 作曲:Marika Takeuchi プロデュース・編曲:soundbreakers                                                                                       |
| DVD |                                        | |
| 1   | 思い出になるの? -Video Clip(nami ver)- | |

## タイアップ
| M-1 | GIVE ME UP      | ytv・日本テレビ系列アニメ「ヤッターマン」の5代目エンディングテーマ            |
| M-2 | Friends!        | ダリヤ「Palty」CMソング/日本テレビ系『NNN Newsリアルタイム』8月度テーマソング |
| M-6 | 願い星          | Wii用ゲームソフト『アークライズファンタジア』イメージソング                   |
| M-8 | もしも願いが…   | Wii用ゲームソフト『ヴァルハラナイツ エルダールサーガ』のイメージソング        |
| M-9 | 思い出になるの? | 日本テレビ系『歌スタ!!』2010年2月度お題歌                                     |

## 発売形態
| 形態   | 発売日        | 品番      | ジャケット  | 備考                       |
| ------ | ------------- | --------- | ----------- | -------------------------- |
| CD+DVD | 2010年2月24日 | UPCH-9544 | ジャケットA | 初回限定スリーブケース仕様 |
| CD     | 2010年2月24日 | UPCH-1765 | ジャケットB | 永続仕様                   |